# 테르모스페라 악그레간스
테르모스페라 악그레간스는 테르모스페라속에 속하는 한 종이다.